# Mohamed Cherkaoui
Mohamed Cherkaoui (1945) è un sociologo e scrittore marocchino.

## Biografia
Cherkaoui ha studiato filosofia e sociologia alla Sorbonne, riuscendo ad ottenere il dottorato in lettere e scienze umane nel 1981. Ha insegnato in molte università come Parigi IV, Parigi V, Oxford, Losanna, Ginevra, Rabat, Casablanca. Nel 2008 ha realizzato un grande studio sulla ricerca in scienze sociali in Marocco. Il 4 gennaio 2010 è stato nominato nella commissione consultiva della regionalizzazione del re Muhammad VI del Marocco.

## Opere
- Les changements du système éducatif en France 1950-1980, PUF, 1982;
- Les paradoxes de la réussite scolaire, PUF, "L'éducateur", 1985;
- Naissance d'une science sociale. La sociologie selon Durkheim, Librairie Droz, 1998;
- Le paradoxe des conséquences : Essai sur une théorie wébérienne des effets inattendus et non voulus des actions, Librairie Droz, 2006;
- Dictionnaire de la pensée sociologique, PUF, "Quadrige dicos poche", 2005;
- Le Sahara, Liens Sociaux et Enjeux Géostratégiques, The Bardwell Press, 2007;
- Figures de la parenté, PUF, "Sociologies", 2009;
- Sociologie de l'éducation, PUF, "Que sais-je ?", 2010;
- Crise de l'université : Le nouvel esprit académique et la sécularisation de la production intellectuelle, Librairie Droz, 2011;